# 알렉세이 레오노프

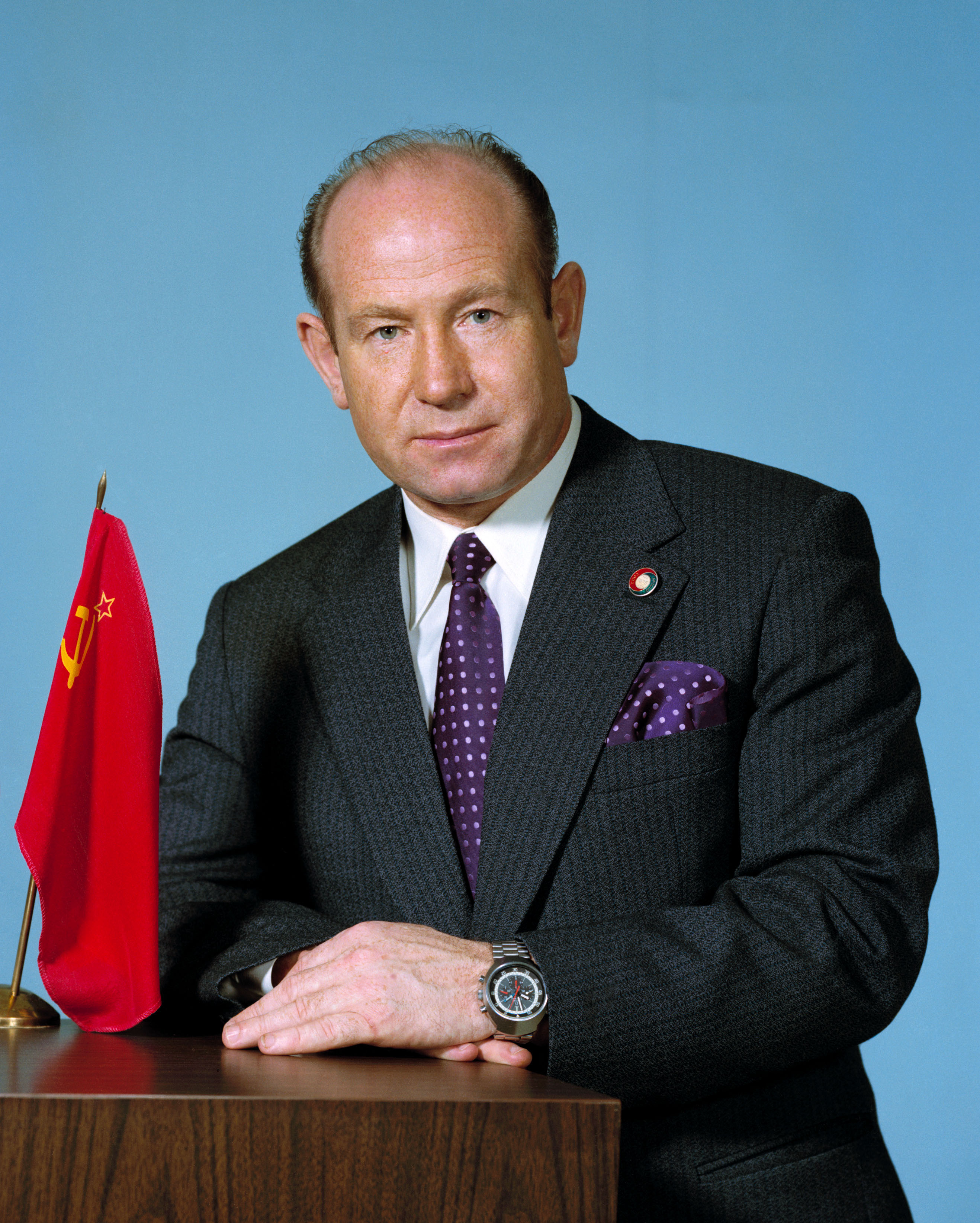
1974년 4월의 알렉세이 레오노프.

알렉세이 레오노프(러시아어: Алексе́й Архи́пович Лео́нов, 소련 자파드노시비리 지방(현재 케메로보주 티술스키 군) 1934년 5월 30일 ~ 2019년 10월 11일)은 은퇴한 소련/러시아의 우주비행사, 공군 소장, 작가, 예술가이다. 1965년 3월 18일, 12분 우주 유영을 위해 보스호트 2호 임수 간 캡슐을 빠져나온 선외활동(EVA)을 한 최초의 사람이 되었다.

## 생애
레오노프는 1960년에 최초의 우주비행사 그룹의 일부로 선택된 20명의 소비에트 공군 파일럿 가운데 한 명이었다. 레오노프는 소련 공산당의 일원이었다. 그의 우주 유영은 원래 보스호트 1호 임무에서 이루어질 예정이었으나 취소되었으며 역사적 사건은 보스호트 2호 비행에서 대신 일어났다.
1965년 3월 18일 그는 5.25미터 테더(tether)에 의해 우주선에 연결된 채로 12분 9초 간 우주선 밖에 있었다. 우주 유영이 끝날 즈음, 레오노프의 우주복은 우주 진공에서 부풀어졌고 그는 에어록에 재진입하지 못했다. 그는 밸브를 열어 우주복의 기압 중 일부를 빼냈고 겨우 캡슐 안으로 돌아올 수 있었다. 레오노프는 이 임무를 위해 상당한 무중량상태를 경험하며 18개월을 보냈다.
2017년 3월 기준으로, 레오노프는 보스호트 프로그램의 5명 우주비행사 중 마지막 생존자이다.
2019년 10월 11일, 러시아 모스크바에서 85세의 나이로 사망했다.